# Erik Heiberg
Erik Oscar Heiberg (Oslo, 24 de janeiro de 1916 — 30 de dezembro de 1996) foi um velejador norueguês, medalhista olímpico. Ele competiu nos Jogos Olímpicos de Verão de 1952 na classe 6 Metre e conquistou a medalha de prata na disputa a bordo do Elisabeth X com Finn Ferner, Tor Arneberg, Johan Ferner e Carl Mortensen.